# L'Héritage (téléfilm)
 (octobre 2019).
Si vous disposez d'ouvrages ou d'articles de référence ou si vous connaissez des sites web de qualité traitant du thème abordé ici, merci de compléter l'article en donnant les références utiles à sa vérifiabilité et en les liant à la section « Notes et références ».
Pour les articles homonymes, voir L'Héritage.
Pour plus de détails, voir Fiche technique et Distribution.
L'Héritage est un téléfilm franco-belge réalisé par Laurent Dussaux en 2019 diffusé, pour la première fois en Suisse, le 13 septembre 2019 sur RTS Un, puis en Belgique, le 21 septembre 2019 sur La Une et, en France, le 5 octobre 2019 sur France 3.
Le téléfilm est une coproduction de CPB Films, France Télévisions, Be-Films et la RTBF (télévision belge).

## Synopsis
Propriétaire de L'Héritage, une exploitation ostréicole, Christophe Perrin est victime d'une tentative d'assassinat. Son état de santé ne lui permet pas de continuer à gérer son entreprise. Ses trois filles, Nathalie, Marianne et Tessa ne sont pas d'accord sur l'avenir de l'entreprise. L'une veut en prendre les rênes, alors que les deux autres veulent vendre. Le capitaine Julien Dubreuil est chargé de l'enquête sur la tentive d'assassinat mais il piétine.

## Fiche technique
- Titre original : L'Héritage
- Réalisation : Laurent Dussaux[1]
- Scénario : Catherine Hoffmann et Pierre Lacan
- Musique : Alexandre Lessertisseur
- Photographie : Jérôme Prébois
- Production : CPB FILMS, 13 Productions, France Télévisions, Be-Films et la RTBF (télévision belge)[1]
- Pays d'origine :  France,  Belgique
- Langue : Français
- Genre : Policier
- Durée : 90 minutes[1]
- Dates de première diffusion télévision:
  -  Suisse : 13 septembre 2019 sur RTS Un
  -  Belgique : 21 septembre 2019 sur La Une[2]
  -  France : 5 octobre 2019 sur France 3

## Distribution
- Thomas Jouannet : Capitaine Dubreuil
- Barbara Cabrita : Tessa Perrin
- Diane Robert : Nathalie Perrin
- Romane Portail : Marianne Perrin
- Bernard Verley : Christophe Perrin
- Cyril Gueï : Adrien Ronsard
- Marie Berto : Thérèse Dumay
- Vincent Primault : Gendarme Lamoureux
- Xavier Robic : Virgile Lefort
- Pierre Langlois : Clément Dumay
- Joël Dupuch : Gilbert
- François Briault : Philippe
- Stéphane Grossi : Eloi Guilloux
- Léa Bosco : Karine Thomas
- Jeff Bigot : Le médecin
- Christian Caro : Ouvrier 1
- Abdulrahman Khallof : Ouvrier 2
- Marley : le chien Milord

## Tournage
Le téléfilm a été tourné, en novembre 2018, au Cap Ferret sur le Bassin d'Arcachon en Gironde en Nouvelle-Aquitaine. Le réalisateur y vit une partie de l'année. C'est également la région de Joël Dupuch, qui interprète Gilbert, un ostréiculteur qui tient régulièrement de petits rôles à la télévision et au cinéma. 

## Accueil critique
Le magazine belge Moustique estime que « si on n'est pas tombé sur la perle rare en matière de fiction, la présence scénique des différents comédiens dans ce décor revigorant est assez convaincante pour nous tenir en haleine de bout en bout ».

## Audience
- France : 3,865 millions de téléspectateurs (première diffusion) (20,3 % de part d'audience)[4]